# Kiyoshi Kurosawa
Kiyoshi Kurosawa (黒沢 清 'Kurosawa Kiyoshi'?) (Kōbe, 19 de julio de 1955) es un director de cine y guionista japonés. Es más conocido por sus muchas contribuciones al cine de horror japonés.

## Biografía
Pese a su apellido, no está relacionado con el director Akira Kurosawa. Se graduó en la Facultad de Sociología de la Universidad de Rikkyo.
Ya en su época de estudiante Kiyoshi Kurosawa empezó a rodar con una cámara de 8mm y en 1980 ganó un premio en el Festival de Cine de PIA (Japón).
Trabajó como ayudante de dirección de Kazuhiko Hasegawa en The Man Who Stole the Sun (1979), Shinji Somai en Sailor Suit and Machine Gun (1981) y Banmei Takahashi en Ookami (1982).
Kiyoshi Kurosawa a la manera de tantos cineastas de su generación (como The Ring de Hideo Nakata), en los inicios de su carrera trabajó en la industria de las “pinku eiga” (el softcore japonés) con títulos como The Excitement of the Do-Re-Mi-Fa Girl (1985).
A partir de este film conoció al productor Juzo Itami y junto a él realizó Sweet Home (1989), película de la que nació el videojuego del mismo nombre que inspiró a su vez la popular serie de videojuegos Resident Evil (Biohazard).
En 1992 Kiyoshi Kurosawa consiguió una beca del Sundance Institute con el guion original de Charisma (1999) gracias a la cual estudió Dirección en Estados Unidos. Tras su vuelta a Japón, realizó la serie de películas televisivas Shoot Yourself (Katte ni shiyagare!!) (1996-97) protagonizadas por Sho Aikawa, y estableció las bases de su singular estilo.
Cure (1997) fue su primera obra reconocida internacionalmente; tras su paso por el Festival Internacional de Cine de Róterdam se proyectó en algunos de los festivales de cine más importantes del mundo. Muchos de ellos organizaron una sesión especial dedicada al director.
Algunas de sus obras denotan la impronta del cine de terror de los años 1970 y de hecho en alguna entrevista Kiyoshi Kurosawa ha confesado su admiración por las películas de la Hammer y por directores como Tobe Hooper y John Carpenter, pero también en Cure o Charisma ha sentado un estilo personal a partir de su inclinación hacia las descripciones apocalípticas y a los temas de identidad y de aislamiento social.
Kiyoshi Kurosawa colaboró como supervisor en La Maldición (Ju-on) (2003) de Takashi Shimizu y a propósito del estreno de Pulse (Kairo) (2001) en los Estados Unidos fue nombrado “Godfather of J-Horror” (el Padrino del horror japonés). Hoy, es reconocido internacionalmente como el “otro Kurosawa” en referencia a Akira Kurosawa, con quien no guarda ningún tipo de parentesco.
De su filmografía también destacan Seance (Korei) (2000), Pulse (Kairo) (2001), que ya cuenta con un remake norteamericano Pulse; Bright Future (Akarui Mirai, 2003), presentada a competición en el Festival de Cannes 2003; Doppelganger (2003); Loft (Rofuto) (2005) y Retribution (Sakebi) (2006), presentada en el Festival de Cine de Venecia 2006.

## Estilo e influencia
El estilo de dirección de Kurosawa ha sido comparado con el de Stanley Kubrick y Andréi Tarkovski, aunque él expresamente nunca se refirió a ellos como sus influencias.
No obstante, admitió en una entrevista que Alfred Hitchcock y Yasujiro Ozu características analizadas y discutidas bajo la dirección de Shigehiko Hasumi contribuido a dar forma a su personal visión del medio.
Muchas de sus películas en cuestión son en alguna forma con la sociedad da forma a la manera individual, con individuos obsesionados con algún proyecto excéntrico, o cómo los mecanismos sociales se desintegran cuando se enfrenta a lo irracional por completo.
Cure es ampliamente citado como el mejor ejemplo de todos estos conceptos en una película, pero que aparecen también en otros: Bright Future combina la primera y la segunda en su trama sobre un joven reflexivo tratar de acomodar una medusa a vivir en agua dulce con resultados inesperados.

## Filmografía
| Películas | Películas                   | Películas                                         | Películas                            |
| Año       | Título                      | Título original                                   | Género                               |
| --------- | --------------------------- | ------------------------------------------------- | ------------------------------------ |
| 1983      | Kandagawa Wars              | (神田川 iran 戦争,Kanda-gawa Inran Senso)         | Comedia / Drama                      |
| 1989      | Sweet Home                  | ( スウィートホーム , Sûîto Homu)                  | Terror / Suspenso                    |
| 1995      | Shoot Yourself 1 (película) | The Heist (勝手にしやがれ,Katte ni Shiyagare!)    | Desconocido                          |
| 1997      | Cure (película)             | (キュア Kyua)                                     | Drama / Thriller                     |
| 1998      | Serpent's Path (película)   | (蛇の道 Hebi no michi)                            | Drama / Thriller                     |
| 1998      | Eyes of the Spider          | (蜘蛛の瞳 Kumo no hitomi)                         | Drama / Thriller                     |
| 1999      | License to Live             | (ニンゲン合格 Ningen gōkaku)                      | Drama / Thriller                     |
| 1999      | Barren Illusions            | (大いなる幻影 Ōinaru genei)                       | Drama / Thriller                     |
| 2000      | Charisma (película de 1999) | (カリスマ Karisuma)                               | Drama                                |
| 2001      | Kairo (película)            | (回路), TambiénPulse                              | Terror / Suspenso / Thriller         |
| 2001      | Seance (película)           | (降霊 Kōrei)                                      | Drama / Terror / Suspenso / Thriller |
| 2003      | Bright Future               | (アカルイミライ Akarui mirai)                     | Acción                               |
| 2003      | Doppelganger (2003)         | (ドッペルゲンガー Dopperugengā)                   | Terror / Suspenso / Thriller         |
| 2005      | Loft (película)             | (ロフト Rofuto)                                   | Terror / Suspenso / Thriller         |
| 2006      | Retribution                 | (叫 Sakebi)                                       | Terror / Suspenso / Thriller         |
| 2008      | Tokyo Sonata                | (トウキョウソナタ Tōkyō Sonata)                   | Comedia / Drama                      |
| 2013      | Real                        | Seventh Code                                      |                                      |
| 2015      | Viaje a la costa            | (Journey to the Shore)                            | Drama                                |
| 2016      | Creepy                      | クリーピー 偽りの隣人, Kurīpī: Itsuwari no Rinjin | Horror/ Misterio/ Suspense           |
| 2020      | La mujer del espía          | (スパイの妻 Supai no tsuma)                       | Drama / Thriller                     |

## Premios y distinciones
Festival Internacional de Cine de Cannes
| Año  | Categoría                                     | Película             | Resultado |
| ---- | --------------------------------------------- | -------------------- | --------- |
| 2001 | Premio de la Crítica                          | Kairo                | Ganador   |
| 2008 | Premio especial del Jurado Un Certain Regard  | Tokyo Sonata         | Ganador   |
| 2015 | Premio al mejor director de Un Certain Regard | Journey to the Shore | Ganador   |